# ESRI
ESRI je servisno orientirano podjetje, ki razvija programsko opremo s področja geografskih informacijskih sistemov (GIS) in aplikacije za področje upravljanja geoDBMS. Sedež podjetja ESRI je v mestu Redlands, Kalifornia.  
Podjetje ESRI (Environmental Systems Research Institute) je bilo ustanovljen kot raziskovalno leta 1969 in svetovalno podjetje. Izdelki podjetja ESRI (posebej ArcGIS Desktop) ima ocenjeno tretjinski delež na svetovnem trgu, leta 2002 je pridobil skupaj ocenjeno 36 odstotkov deleža na svetovnem trgu; tj. več kot katerikoli drug ponudnik.  Drugi viri ocenjujejo, da okoli 70% uporabljenih izdelkov predstavljajo izdelki podjetja ESRI.
Podjetje ESRI ima v ZDA deset regionalnih predstavništev in mrežo 80 mednarodnih distributerjev v 200 državah s prek milijon uporabnikov. V podjetju ocenjujejo okoli 2.500 zaposlenih v ZDA in je v privatni lastnini ustanoviteljev. Leta 2006 so bili prihodki podjetja ocenjeni na 660 mio US$.
Podjetje ESRI gostuje letno uporabniško konferenco, ki je bila prvič leta 1981 v Redlands na ESRI kampusu s 16 udeleženci. Letna konferenca se prireja v San Diegu, Kaliforniji.

## Lastništvo
Jack in Laura Dangermond sta podjetje ESRI ustanovila leta 1969.  Jack Dangermond je trenuten predsednik podjetja ESRI.

## Izdelki
Podjetje ESRI uporablja ime ArcGIS za zbirko GIS izdelkov (angl. suite), ki se izvajajo v namiznem, strežniškem in mobilnem okolju. ArcGIS vsebuje tudi orodja za aplik. razvoj in spletne servise.

### Namizni GIS
Trenutna ESRI-jeva namizna zbirka GIS izdelkov je različica 9.3.1, ki je bila objavljena junija 2008. Naslednja različica bo ArcGIS 10. ArcGIS Desktop izdelki omogočajo uporabnikom urejanju, obdelavi, prikazu in objavi geografskih podatkov.
ArcGIS Desktop se po licenciranju deli na tri licenčne nivoje: ArcView, ArcEditor in ArcInfo. ArcView nudi robustno GIS funkcionalnost za večino namenov uporabe med uporabniki GIS-a. ArcEditor, z višjo ceno za licenco, ima razširjeno funkcionalnost za urejanje in obdelavo podatkov, vključno z obdelavo podatkov v ti. ESRI Enterprise / ArcSDE Geodatabase.  ArcInfo je najvišji nivo licenciranja in ponuja poln nabor funkcionalnosti ESRI-jevega namiznega GIS-a, poudarek je predvsem na geostatistični obdelavi in podpori napredni topološki obdelavi podatkov.  Na vseh treh nivojih licenciranja so dosegljivi naslednji vmesniki: ArcMap, ArcCatalog in ArcToolbox. Dodatek ArcGIS 3D Analyst vsebuje še ArcScene in ArcGlobe vmesnika, ki pa sta v planu, da se ukineta.
ArcGIS Explorer, ArcReader,  in ArcExplorer so osnovni in brezplačni izdelki za pregledovanje GIS podatkov.
ArcGIS Desktop Extensions so dodatki, kot so Spatial Analyst, 3D Analyst in veliko drugih dodatkov, ki so namenjeni naprednim uporabnikom.
ESRI-jev izvorni izdelek, ARC/INFO, je bil GIs izdelek, ki se je izvajal in klical iz ukazne vrstice in se je izvajal na ti. minicomputer, kasneje na UNIX delovnih postajah. Leta 1992 je bil predstavljen GIS z grafičnim uporabniškim vmesnikom, ArcView GIS. Imena izdelkov ArcView in ArcInfo sta trenutno uporabljena kot dva različna nivoja licenciranja v ArcGIS Desktop in nimata povezave z izvornimi produkti. Namizni izdelek ArcGIS Desktop trenutno deluje samo v Windows okolju.
Izdelek ESRI ArcView GIS 3.x uradno nima več tehničnega vzdrževanja s strani ESRI.

### Strežniški GIS
Strežniški GIS izdelki dovoljujejo GIS funkcionalnost v osrednjem strežniškem okolju. ArcIMS (angl. Internet Mapping Server) ponuja pregledovanje podatkov prek spleta. Izdelek ArcSDE (angl. Spatial Database Engine) je uporabljen in namešen nad relacijsko podatkovno bazo RDBMS, ki je optimiziran za delo z GIS podatki. Trenutno ArcSDE podpira Oracle, DB2, Informix, Microsoft SQL Server in PostgreSQL podatkovne baze. Izdelek ArcGIS Server je servisno orientirana spletna aplikacija, ki razširja funkcionalnosti namiznega ArcGIS Desktop v namizno okolje.
Izdelek ArcGIS Server je dosegljiv na operacijskih sistemih Solaris in Linux, kot tudi na Windows. Izdelek ArcIMS nima več uradne tehnične podpore s strani ESRI.

### Mobilni GIS
Izdelki:  ArcPad, Mobile ArcGIS Desktop Systems, ArcGIS Server (strežniško usmerjeni API), ArcWeb Services (spletno usmerjeni API), ArcGIS mobile. 
ArcGIS mobile ADF je API za razvoj aplikacij na mobilnih Windows platformah za različne naprave (Pocket PC, smart phones).

### GIS za razvijalce
Izdelki:  ESRI Developer Network ali EDN, ArcEngine (namizno usmerjeni API), ArcGIS Server (strežniško usmerjeni API in spletno usmerjeni ADF, ki je del ArcGIS Server), ArcWeb Services (spletno orientiran API)

## Oddelki

### ESRI Conservation Program (ECP)
Leta 1989 je bil ustanovljen ESRI Conservation Program za podporo neprofitnim organizacijam s področja varovanja okolja, naravne in kulturne dediščine, da uresničujejo svoje poslanstvo. Vizija je v podpri z GIS programsko opremo, podatki in usposabljanjem, kot tudi koordiniranje več organizacij (npr. sodelovanje The Society for Conservation GIS, ZDA in Društvo SCGIS Slovenija Arhivirano 2008-09-08 na Wayback Machine.).